# Стоян Романски
Стоян Маринов Романски е български езиковед и етнограф славист, член-кореспондент, действителен член (академик) и секретар на БАН.

## Биография

### Личен живот
Роден е на 24 февруари 1882 г. в Орхание (от 1934 г. – Ботевград). Има по-голям брат Петър и вероятно една сестра. По време на войните 1912 – 1918 г. е зачислен към запаса на I Софийска дивизия. На фронта се бие племенникът му Стоян, син на брат му Петър. Жени се преди септември 1911 г., но името на съпругата му остава неизвестно. На 21 януари 1912 г. се ражда синът му – бъдещият диригент Любомир Романски. На 16 декември 1914 г. се ражда и дъщеря му Цветана Романска, по-късно професор по фолклористика и етнография. На по-късен етап от живота си Стоян Романски често боледува от слабост в краката.

### Образование
Завършва основното си образование в родния си град. Тъй като се изявява като способен ученик, го изпращат да учи в най-престижната гимназия по негово време – Априловската гимназия в Габрово.  Следва и завършва славянска филология в Софийския университет през 1905 г. Специализира в Лайпцигския университет при немските езиковеди Аугуст Лескин и Густав Вайганд в периода 1905 – 1907 г. В Лайпциг (по-известен като Липиска) защитава докторска дисертация (на немски език) на тема „Поучението на влашкия войвода Нягое Бесараб до сина му Теодосий“ (1908). В Германия остава поне до началото на 1909 г., като в периода 1907 – 1909 г. е асистент на професор Вайганд. Поддържа редовна кореспонденция с Любомир Милетич. Във връзка с дисертацията си често пътува до Румъния.

### Преподавателска дейност
През 1909 г. става доцент по славянско езикознание и етнография в Софийския университет, от 1915 г. е извънреден професор, от 1922 г. е редовен професор и ръководител на Катедрата по български език и славянска етнография (от 1922), в периода 1934 – 1937 г. е главен уредник на Славянския институт при Софийския университет. Преподава и в Свободния университет, но през ноември 1934 г. получава отказ от Академичния съвет и лично от ректора на университета Стефан Савов Бобчев да започне лекционния си курс по политическа география на Европа, макар този въпрос да е смятан за отдавна решен. Мотивите на С. С. Бобчев остават неясни.
Лекционни курсове в Софийския университет
- Обща и историческа славянска етнография
- Етнография на южните славяни
- Етнография на България
- Славянски бит
- Български народен бит
- Славянска народна вяра
- Етнографска картография
- Увод в славянската филология
- Сравнителна граматика на славянските езици
- Старобългарска граматика (увод, фонетика, морфология, словообразуване)
- Принципи на езикознанието
- Увод в славянското езикознание
- Старобългарски и църковнославянски език

### Дейност в Академията на науките
Първи директор на Института за български език при БАН (1947 – 1951) и ръководител на Секцията за български речник към института (1941 – 1958). Директор на Етнографски институт с музей при БАН (1949 – 1958). От 9 юни 1918 г. на Общо събрание на БАН е избран за дописен член. Академик от 1929 г., член на Български археологически институт от 1922 г., на научното дружество „Тарас Шевченко“ в Лвов, на Румънското историческо дружество в Букурещ, на Славянския институт в Прага. При дискусиите около Омарчевския правопис застава на по-консервативни позиции и се обявява против нововъведенията (както и някои негови колеги от БАН).
По време на Втората световна война (1939 – 1945) инициира кампания в защита на полските учени професор К. Нич, Т. Лер-Сплавински и Малецки. През април 1940 г. предлага Българска академия на науките пряко да се обърне към германския пълномощен министър в София и към Пруската академия на науките в Берлин за освобождаване на учените, но действията му са безрезултатни. Вероятно впоследствие постъпките му осигуряват благосклонността на БКП и след 9 септември 1944 г. Стоян Романски запазва стабилни позиции в научните среди.
През април 1940 г., в качеството си на председател на международна комисия за издаване извори за живота и дейността на Кирил и Методий, изпраща писмо до съветския посланик в София Анатолий Йосифович Лаврентиев. Молбата за фотокопия е удовлетворена и на 17 септември 1940 г. от СССР пристигат 731 фотокадри. В замяна съветските учени искат български издания на руски класици, издадени през последните 20 години (1920 – 1940).
През февруари 1941 г. е избран за секретар на БАНИ (Българска академия на науките и изкуствата според закона от април 1940 г.). Заемането на този пост съвпада с опитите на Богдан Филов, в качеството си на министър-председател и министър на народното просвещение, да назначи свой човек за секретар и така да постави под контрол Академията. Законопроектът е внесен „по спешност“ в Народното събрание в началото на март 1941 г. Идеята е секретарят да не се избира от Общото събрание на БАНИ, а да се назначава от министъра на народното просвещение измежду трима, посочени от Управителния съвет, кандидати. Против новия закон се обявява Юрдан Трифонов. В три поредни гласувания Управителния съвет на БАНИ избира отново Стоян Романски за секретар и отказват да се подчинят на диктата на Филов. Все пак натискът върху Романски се оказва твърде силен и на 12 март 1942 г. той предпочита да си подаде оставката.
През 1943 г. е избран за секретар на Историко-филологическия клон на БАНИ, като е избиран и през 1947, и отново през 1949 г.
Заради бомбардировките над София през 1943 г. в комисия със Спиридон Казанджиев и Иван Гошев правят подробен опис на най-ценните археологически документи и стари ръкописи. Много от тях са фотографирани, а някои са разпратени в провинцията.
През май 1950 г. Стоян Романски получава Димитровска награда „за дългогодишната му научна дейност в областта на българската литература и българския език“.

### Обществена дейност
Член е на Македонския научен институт.

## Творчество
Автор е на Правописен речник на българския книжовен език с посочване изговора и ударението на думите, издаден в София през 1933 г. В съавторство с Иван Пенаков издава книгата „Румънски свидетелства за Добруджа“, излязла и на немски език. Владее перфектно румънски език, поради което задълбочено и документирано изследва поселенията на този етнос, българските колонии и топонимия оттатък Дунав, както и съдбата на Добруджа, доказвайки несъмнено българския ѝ характер. През 1932 г. издава „Долновардарският говор“.

### Монографии
- Разпространение на власите между Тимок и Морава и на цинцарите в Македония. 1917.
- Добруджа в свръзка с въпроса за Дунава като етнична граница между българи и ромъни. 1918.
- Rumanische Zeugnisse uber die Dobrudschafrage (1878). Bucarest, 1918.
- Българите във Влашко и Молдова. София, 1930. (УБ, 20)
- Библиографски преглед на славянските кирилски източници за живота и дейността на Кирила и Методия. София: БАН, 1935.
- Нов Софрониев препис на Паисиевата история от 1781 г., съпоставен с преписа от 1765 г. 1938.
- България в образите на Феликс Каниц. София: БАН, 1939.
- Полска книжовна реч в образци. 1941.
- Чешка книжовна реч в образци. 1942.
- Кирило-методиевска библиография за 1934 – 1940 г. С., БАН, 1942. XXVIII. 169 с. (В съавторство с Михаил Попруженко)
- Старобългарски език в образци. 1945. (УБ, 267)

### Студии и статии
- Българската книжнина в Ромъния и едно нейно произведение. Известия на Семинара по славянска филология.I, 1905, 1 – 100.
- Влахобългарски ръкописи в Лвовската университетска библиотека. Периодическо списание 1911, 587 – 610.
- Австрийски документи по Нишкото въстание от 1841 година. Сборник народни умотворения, 1912, 1 – 195.
- Културно-историческа и езикова взаимност у балканските народи. Уч. преглед, 1, 1924, 1 – 14
- Ромъните между Тимок и Морава. Македонски прегледъ, год.ІІ, кн.1, 1926
- Български въпроси в преписката на И. И. Срезневски и В. И. Григорович. Сп. БАН, 1937, 95 – 176.
- Прародина и разселяне на славяните. В: Сборник „през вековете“, София, 1938, 1 – 32.

### За него
- Л. Андрейчин. В памет на проф. Стоян Романски. – Български език и литература, 1959, кн. 2.
- Езиковедски и етнографски изследвания в памет на академик Стоян Романски. 1960.